# Върбовец (град)
Върбовец е град в община Загреб, Хърватия.

## География
Върбовец е разположен на североизток от столицата Загреб. Важни транспортни връзки са Магистрала А4 от Загреб до Св. Елена. През града минава и линията Загреб – Копривница – Унгария.

## Население
Според преброяването от 2011 г. във Върбовец живеят 14 797 жители, 4947 живеят в централните части на градчето.

## История
За първи път Върбовец е споменат на 21 април 1244 г. в документ на хърватско-унгарския крал Бела III.

## Икономика
Главните отрасли в града са хранително-вкусовата промишленост (предимно месопреработване), машиностроене и производство на тухли и строителна вар.
Една от най-важните компании Meat Industry PIK Vrbovec, държи 1500 работни места и има силно влияние в града.

## Образование
Първата прогимназия във Върбовец е откита през 1669 г. Във Върбовец има 2 прогимназии и 1 гимназия.

## Култура
Във Върбовец има кино, културен център, библиотека, радиостанция „Върбовец“. В градчето няма театър или местна телевизия. Празникът на града е на 15 юни, тогава те честват и Свети Витус – закрилник на града.

## Спорт
Футболният отбор на Върбовец е НК Върбовец участник в Трета дивизия на хърватския футбол. Има още баскетболен клуб „Петър Жрински“ и клуб по борба „Върбовец“.

## Побратимени градове
- Сен, Хърватия